# Roger Nimier
Roger Nimier (Parigi, 31 ottobre 1925 – La Celle-Saint-Cloud, 28 settembre 1962) è stato uno scrittore, giornalista e sceneggiatore francese, il più noto esponente del movimento letterario degli ussari.

## Biografia

### Infanzia e studi
Roger Nimier nacque il 31 ottobre 1925, figlio dell'ingegnere Paul Nimier (1890-1939) - che morì quando il figlio aveva solo quattordici anni - e di Christiane Roussel, quattro anni dopo la sorella Marie-Rose. La sua famiglia abitava sul Boulevard Pereire, nel diciassettesimo arrondissement di Parigi. Dal 1933 al 1942 frequentò il liceo Pasteur a Neuilly, dimostrandosi uno studente brillante. Michel Tournier, un suo compagno di classe di filosofia, lo giudicò "un piccolo mostro" per la sua precocità e definì "insolite" la sua intelligenza e la sua memoria. Nel 1942 Nimier vinse la sua prima menzione d'onore al concorso generale di filosofia.
Dopo la laurea, nel settembre del 1942, si iscrisse alla Sorbona, lavorando, allo stesso tempo, presso la casa di filatelia Miro, guidata da suo zio. Egli fu volontario durante la seconda guerra mondiale: arruolato il 3 marzo 1945 presso il secondo reggimento degli Ussari, a Tarbes, venne congedato il 20 agosto 1945.

### Primi romanzi
Il suo primo romanzo, scritto in uno stile che evocava Jean Giraudoux e Jean Cocteau, fu l'autobiografico Lo straniero, pubblicato postumo. Esordì a ventitré anni con Le spade (1948), un romanzo che fonde tenerezza e provocazione politica sullo sfondo della Seconda guerra mondiale. Due anni dopo pubblicò il suo romanzo più celebre, L'ussaro blu, che rinnovò la vena delle Spade e ripropose il personaggio di François Sarders. Fecero seguito Perfido e Il grande di Spagna, un saggio storico-politico concepito come omaggio a Georges Bernanos.
Pubblicò anche I ragazzi tristi (1951) e Storia di un amore (1953). Seguendo il consiglio di Jacques Chardonne, che giudicava la sua produzione troppo rapida (cinque libri in cinque anni), decise di non pubblicare più romanzi per un decennio. Nel frattempo Bernard Frank lo nominò ironicamente capofila del "movimento de Les Hussards" in un articolo intitolato "Vecchie guardie e ussari" (con riferimento al suo romanzo più celebre) e pubblicato su Les Temps Modernes nel dicembre 1952.

### Politica e critica letteraria
Il periodo di astinenza dal romanzo non fu comunque un periodo di silenzio. Nimer si dedicò alla critica, in particolare sulla rivista Opéra da lui diretta, alla politica attraverso le cronache pubblicate dal settimanale monarchico La Nation Française, alla dirigenza editoriale per Gallimard e al cinema, in particolare accanto a Louis Malle con il quale scrisse la sceneggiatura di Ascensore per il patibolo.
Riguardo alla politica, coltivò volentieri un certo anticonformismo di destra: Charles Maurras e l'Action française esercitarono su di lui un'influenza che egli stesso riconobbe. Nel 1960 firmò il "Manifesto degli intellettuali francesi", una risposta al "Manifesto dei 121", per sostenere il controllo francese sull'Algeria.

### Ritorno al romanzo e morte
L'amico Louis Malle lo sollecitò ad adattare per lo schermo il romanzo Fuochi fatui di Drieu La Rochelle. Il progetto rimase irrealizzato: Roger Nimier morì il 28 settembre 1962, in un incidente stradale al volante della sua Aston Martin, insieme alla scrittrice Sunsiaré de Larcône. Aveva soltanto trentasei anni. Amante delle automobili (possedeva anche una Jaguar e una Delahaye), aveva descritto in passato un incidente d'auto per uno dei suoi libri.

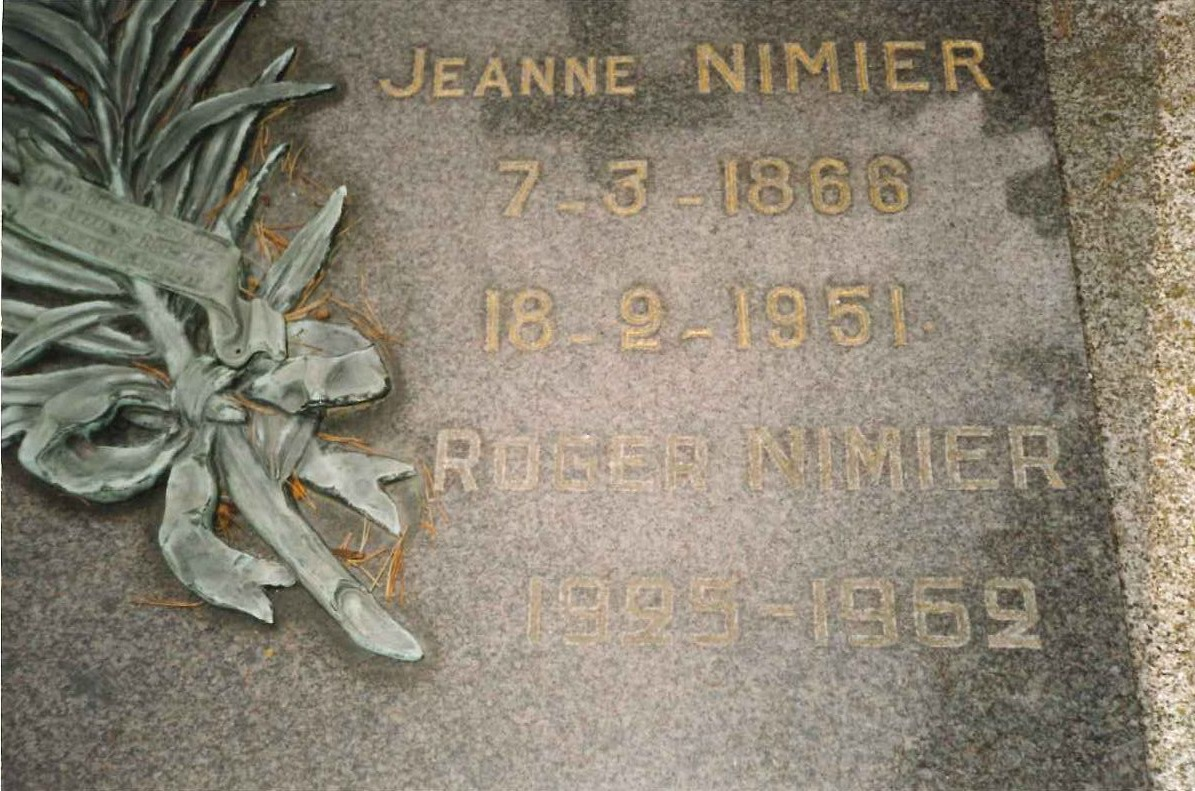
Tomba di Roger Nimier al cimitero Saint-Michel di Saint-Brieuc.

Il suo ultimo romanzo, D'Artagnan innamorato, fu pubblicato qualche mese dopo. Il romanzo postumo, che immaginava le avventure amorose dell'eroe di Dumas, annunciava forse una nuova fase nell'opera letteraria di Nimier.

## Matrimonio e discendenza
Roger Nimier sposò Nadine Raoul-Duval, sorella di Claude Raoul-Duval e pronipote di Edgar Raoul-Duval, egli stesso nipote del celebre economista Jean-Baptiste Say.

## Opere
- Les Épées, Gallimard, 1948
- Perfide, Gallimard, 1950
- Le Grand d'Espagne, La Table ronde, 1950
- Le Hussard bleu, Gallimard, 1950
- Amour et Néant, Gallimard, 1951
- Les Enfants tristes, Gallimard, 1951
- Histoire d'un amour, Gallimard, 1953
- D'Artagnan amoureux ou Cinq ans avant, Gallimard, 1962
- Journées de lectures, Gallimard, 1965
- L'Étrangère, Gallimard, 1968
- L'Élève d'Aristote, Gallimard, 1981
- Paméla eut le tort de répéter sa phrase, Imprimerie Nationale sur vélin d'Arches, 1986
- Les écrivains sont-ils bêtes ? , Rivages, 1990
- Les Indes Galandes, Rivages, 1989
- Variétés, Arléa, 1999

### Opere tradotte in italiano
- Histoire d'un amour : storia d'un amore, Milano, Longanesi, 1962 traduzione di Elisa Morpurgo.
- D'Artagnan innamorato, ovvero cinque anni prima, Milano, Longanesi, 1964 traduzione di Sandra Ricco.
- Giovani tristi, Torino, Edizioni dell'Albero, 1964 traduzione di Alfredo Cattabiani.
- Le spade, Padova, Meridiano Zero, 2002 a cura di Massimo Raffaeli.